# Capitano di corvetta
Capitano di corvetta (codice NATO: OF-3) è un grado militare attribuito agli ufficiali superiori di molte marine militari e corrispondente a quello di maggiore nell'esercito. Il nome deriva dalla più piccola nave da guerra del XVII secolo: la corvetta.

Fregio da berretto rigido per ufficiali della Marina Militare. Si noti lo sfondo blu sotto la torre e nell'ovale dell'ancoretta

Nei paesi di tradizione, cultura e influenza britannica, il grado corrispondente è denominato lieutenant commander; in Brasile è detto capitão de corveta mentre in Portogallo è capitão-tenente (capitano tenente); nei Paesi Bassi invece è  luitenant ter zee 1ste klasse.
Nella Royal Canadian Navy, vigendo il bilinguismo, la denominazione del grado è Lieutenant commander in inglese e Capitaine de corvette in francese.

## Italia
Il grado di capitano di corvetta (C.C.) è il primo degli ufficiali superiori della Marina Militare Italiana, corrispondente a quello di maggiore dell'Esercito e dell'Aeronautica Militare; questo grado è superiore a quello di tenente di vascello e subalterno a quello di capitano di fregata. L'età minima salvo eccezioni è di 33 anni. Il codice NATO è OF-3.

Il distintivo per paramano dell'uniforme ordinaria invernale
Il distintivo per controspallina delle uniformi ordinaria e di servizio estiva

### Regia Marina
Nella Regia Marina il grado di capitano di corvetta, dopo essere stato soppresso nel 1861 con la proclamazione del Regno d'Italia e l'unificazione della penisola, venne istituito nel 1878 con il Regio decreto del 3 dicembre 1878, n. 4610, che riordinava il personale della Marina, ed aboliva la divisione in due classi del gradi di capitano di fregata. Precedentemente invece, nel Regno di Sardegna, il grado di capitano di corvetta era stato istituito nel 1856 per la Marina Sarda, di cui la Regia Marina era erede, in sostituzione di quello denominato capitano in 2ª di vascello.

Distintivo per paramano di Capitano di corvetta della Marina Sarda
Distintivo per paramano di Capitano di corvetta della Regia Marina

## Finlandia
Nella Suomen merivoimat, la marina militare della Finlandia il grado omologo è Comandante capitano (finlandese: Komentajakapteeni; svedese: Kommendörkapte), superiore a Tenente capitano (finlandese: Kapteeniluutnantti; svedese: Kaptenlöjtnant), e inferiore a Comandante (finlandese: Komentaja; svedese: Kommendör), gradi omologhi rispettivamente al Tenente di vascello e al Capitano di fregata della Marina Militare Italiana

## Grecia
Nella Marina militare greca e nella Guardia costiera greca il grado Plotarchis (greco: Πλωτάρχης: abbreviato: Pchis) traducibile con Comandante è equivalente al Lieutenant Commander delle marine di tradizione anglosassone e al capitano di corvetta della Marina Militare Italiana.

Distintivo per paramano di Plotarchis della Marina Greca
Controspallina di Plotarchis della Marina Greca
Distintivo per paramano di Plotarchis della Guardia costiera greca

## Paesi Bassi
Nella Koninklijke Marine il grado omologo è Luitenant ter zee der 1ste klasse, omologo nelle altre Forze armate dei Paesi Bassi al grado di maggiore (lingua olandese: Majoor); nei Korps Mariniers, la fanteria di marina olandese, pur facendo parte della Koninklijke Marine, i gradi sono uguali a quelli delle altre forze armate e la sua denominazione è quindi anch’essa quella di Majoor.

## Stati Uniti d'America e Regno Unito
Il grado di lieutenant commander (corrispondente a quello di capitano di corvetta della Marina militare italiana come da convenzioni STANAG della NATO), è un grado militare della Marina militare e della Guardia costiera statunitensi istituito nel 1862 e, solo successivamente, adottato anche dalla Royal Navy britannica nel 1914. Esso corrisponde a quello di major dell'Esercito americano e nel Corpo dei Marine (ossia a quello di maggiore di Esercito, Carabinieri e Aeronautica). Il grado di lieutenant commander è superiore a quello di lieutenant (letteralmente: “tenente” ma equivalente nella Marina italiana a tenente di vascello, ossia capitano dell’esercito) ed inferiore a quello di commander (cioè “comandante”, corrispondente invece a quello di tenente colonnello).

Distintivo per paramano dell'uniforme ordinaria invernale, controspallina estiva e fregio da colletto della US Navy.
Distintivo per paramano dell'uniforme ordinaria invernale, controspallina estiva e fregio da colletto della US Coast Guard.
Distintivo per paramano dell'uniforme ordinaria invernale della Royal Navy.

## Unione Sovietica e Russia
Nella Marina Sovietica e poi in quella Marina della Federazione Russa, il grado corrispondente è Capitano di 3ª classe. Il grado è presente nelle marine dell'Azerbaigian, del Kazakistan, del Turkmenistan, dell'Ucraina, dell'Uzbekistan, stati nati dalla dissoluzione dell'Unione Sovietica e nella Marina albanese e bulgara, stati socialisti che hanno fatto parte del Patto di Varsavia.

капитан 3-го ранга Kapitan III rang Russia (dal 2010)
Kapiten Rangut III (Albania)[3]
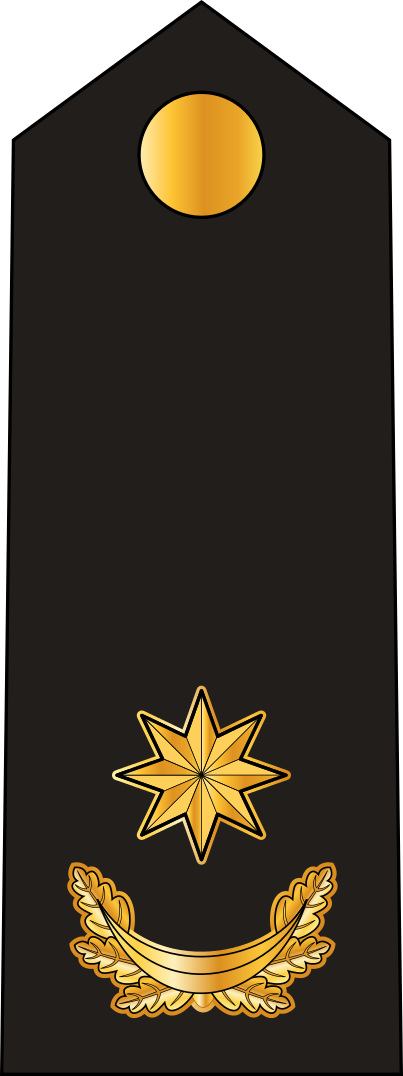
Üçüncü dərəcəli kapitan (Azerbaigian)
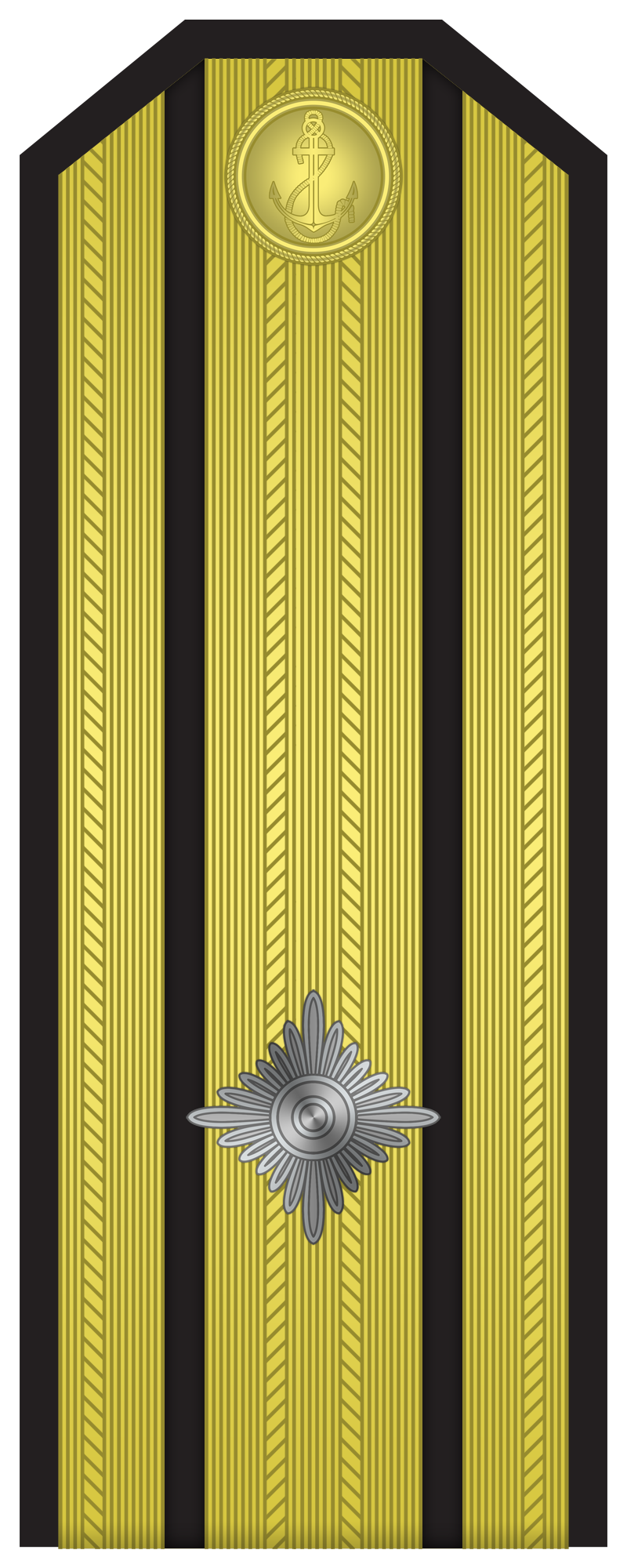
Капитан III ранг Kapitan III rang (Bulgaria)
Үшінші дәрежелі капитан Üşinşi därejeli kapïtan (Kazakistan)[6]
3-nji derejeli kapitan (Turkmenistan)[7]
Капітан III рангу Kapitan III ranhu (Ucraina)[8]
III rang kapitani (Uzbekistan)[9]

## Spagna ed America Latina
Nelle marine militari dei paesi di lingua spagnola il grado corrispondente è capitán de corbeta.
- In Argentina, Colombia, Messico, Spagna e Uruguay il distintivo di grado è costituito da due strisce da 14 mm, inframezzate da una striscia di 7 mm, l'ultima delle quali con "un giro di bitta". Nelle Marine Spagnola, Argentina e in quelle del Messico, della Colombia, della Repubblica Dominicana e dell'Uruguaya il grado è superiore a teniente de navío e inferiore a capitán de fragata
- Nella Armada de Chile e nella Armada de la República Dominicana il distintivo di grado è costituito da due strisce da 14 mm, inframezzate da una striscia di 7 mm, sovrastate da una stella dorata.
- Nella Marina de Guerra del Perú il distintivo di grado è costituito da due strisce da 14 mm, inframezzate da una striscia di 7 mm, sovrastate da un sole dorato.

Nella Marine del Cile e del Perù, il grado è superiore a teniente primero e inferiora a capitán de fragata

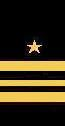
Distintivo di grado di Capitán de corbeta della Armada de Chile.
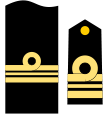
Distintivo di grado di Capitán de corbeta della Armada Española.
Distintivo di grado di Capitán de corbeta della Marina de Guerra del Perú
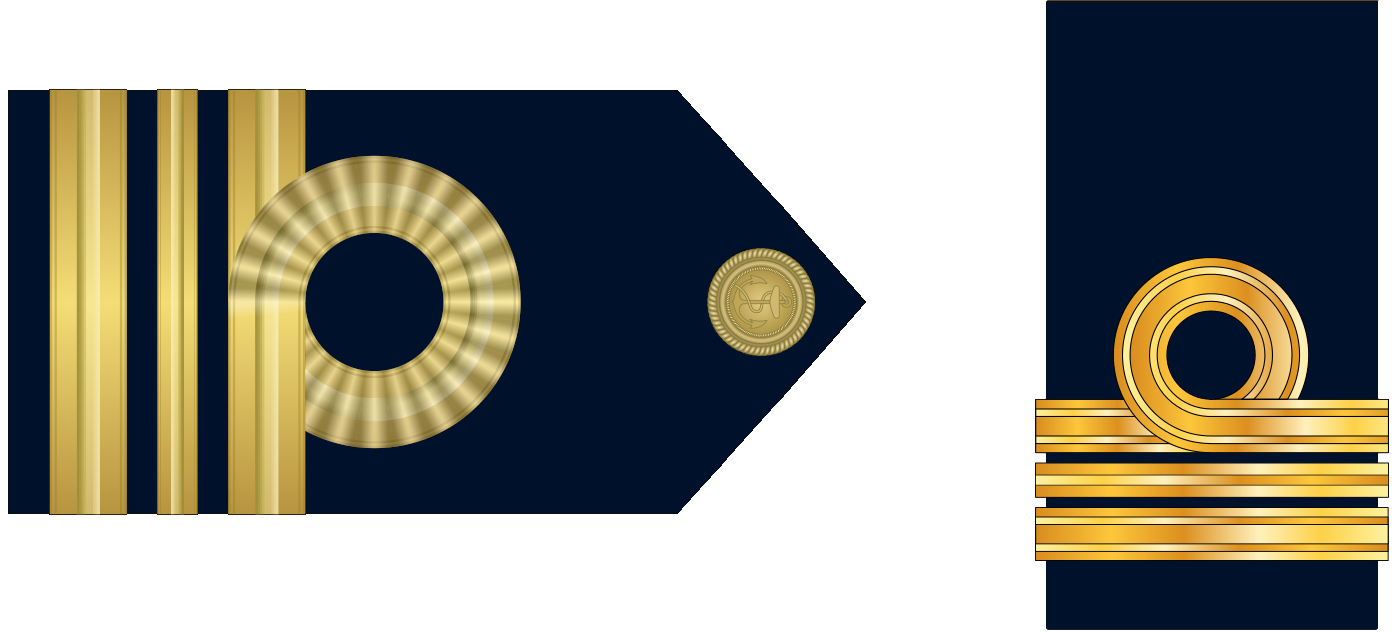
Distintivo di grado di Capitán de corbeta della Armada Argentina.

### Riferimenti normativi
- Decreto legislativo 15 marzo 2010, n. 66, in materia di "Codice dell'ordinamento militare" aggiornato.
- Decreto del presidente della Repubblica 15 marzo 2010, n. 90, in materia di "Testo unico delle disposizioni regolamentari in materia di ordinamento militare" aggiornato
- https://nso.nato.int/nso/zPublic/ap/PROM/APersP-01%20EDA%20V1%20E.pdf[collegamento interrotto], Bruxelles, https://nso.nato.int/nso/zPublic/stanags/CURRENT/2116EFed07.pdf[collegamento interrotto].

### Testi
- Riccardo Busetto, Il dizionario militare. Dizionario enciclopedico del lessico militare, Bologna, Zanichelli, 2004, ISBN 978-88-08-08937-3.